# فرودگاه تلا
فرودگاه تلا (به انگلیسی: Tela Airport) (به زبان بومی: Aeropuerto de Tela) یک فرودگاه همگانی با کد یاتا TEA است که یک باند فرود آسفالت دارد و طول باند آن ۱۳۴۶ متر است. این فرودگاه در کشور هندوراس قرار دارد و در ارتفاع ۲ متری از سطح دریا واقع شده است.